# 2000 YY142
2000 YY142, também escrito como 2000 YY142, é um objeto transnetuniano (TNO) que está localizado no cinturão de Kuiper, uma região do Sistema Solar. Ele é classificado como um cubewano. O mesmo possui uma magnitude absoluta de 7,3 e tem um diâmetro com cerca de 153 km.

## Descoberta
2000 YY142 foi descoberto no dia 23 de dezembro de 2000 pelo astrônomo C. Veillet.

## Órbita
A órbita de 2000 YY142 tem uma excentricidade de 0,099 e possui um semieixo maior de 44,900 UA. O seu periélio leva o mesmo a uma distância de 40,451 UA em relação ao Sol e seu afélio a 49,348 UA.